# Torrefaves
El Torrefaves és una muntanya de 687 metres que es troba al municipi de Rocafort de Queralt, a la comarca de la Conca de Barberà. Hi predomina un paisatge agrícola de sembrats amb clapes de bosc.